# Séno (Niamey)
Séno ist ein Stadtviertel (französisch quartier) im Arrondissement Niamey V der Stadt Niamey in Niger.

## Geographie
Séno befindet sich im Süden des urbanen Teils von Niamey V. Die umliegenden Stadtviertel sind Banga Bana im Norden und Saguia im Osten. In der Ebene von Séno bilden sich durch Niederschläge kleine Teiche, die nach dem Winter austrocknen.

## Geschichte
Das Stadtviertel Séno wurde 2012 gegründet, um hier die Opfer einer Flutkatastrophe anzusiedeln. Der Fluss Niger in Niamey erreichte im August 2012 mit einem Pegelstand von 618 cm und einem Durchfluss von 2473 m3 je Sekunde die höchsten seit 1929 gemessenen Werte. Im gesamten Stadtgebiet waren 6553 Haushalte von den Überschwemmungen betroffen. In Séno wurden Haushalte aus hochwassergefährdeten Gebieten in den vier Stadtvierteln Karadjé, Kirkissoye, Lamordé und Nogaré angesiedelt. Die Umsiedlung von rund 750 Haushalten galt im Februar 2013 als abgeschlossen. Sie war von einer Vielzahl an Problemen begleitet. So wurden vorgesehene Grundstücke gar nicht oder an die falschen Personen vergeben. Manche Menschen erklärten sich fälschlicherweise zu Flutopfern und ließen sich in den neuen Schulgebäuden in Séno nieder, um in den Genuss der internationalen Hilfsmaßnahmen zu kommen. Anderen fehlten die Mittel, um sich auf den zur Verfügung gestellten Grundstücken Häuser zu bauen oder sie konnten dort nicht wie gewohnt ihren Lebensunterhalt verdienen. Eine Reihe von Personen verkauften die ihnen zugewiesenen Grundstücke und kehrten in ihre überschwemmungsgefährdeten Herkunftsgebiete zurück.

## Bevölkerung
Bei der Volkszählung 2012 hatte Séno 3152 Einwohner, die in 262 Haushalten lebten.

## Infrastruktur
In Séno gibt es ein einfaches Gesundheitszentrum (case de santé) und eine Grundschule.